# 信息主义
信息主义起源于网络诗歌。诗阳在1993年初起通过电脑网络创作和发表诗歌，逐渐带动了其他诗人的加入，在两年后形成了有规模的网络诗歌运动。
1995年诗阳在创立了历史上首份中文网络诗刊《橄榄树》之后，与其他网络诗人一起从事诗歌创作理论的研究，认为网络诗歌写作具有虚拟现实的网络文化特征，并试图以信息论对网络诗歌的创作实践进行诠解和干预。1998年诗阳在发表了两种不同风格的诗歌系列作品之后，正式提出了两类信息主义诗歌的创作理论。
信息主义在21世纪得到进一步的发展，诗阳在时代诗歌网上创办了《信息主义》等诗刊。代表诗人有诗阳、九歌、诺然、克莱尔、遨笛等。

## 相关连接
- 中国诗歌库
- 中国诗歌史（页面存档备份，存于）